# Virslīga (2002)
Sezon 2002 był 11. edycją rozgrywek piłkarskich o mistrzostwo Łotwy.

## Tabela końcowa
|   | Klub                | M  | Z  | R | P  | Br+ | Br- | Br+/- | Pkt |
| - | ------------------- | -- | -- | - | -- | --- | --- | ----- | --- |
| 1 | Skonto Ryga         | 28 | 23 | 4 | 1  | 95  | 19  | 76    | 73  |
| 2 | FK Ventspils        | 28 | 22 | 5 | 1  | 77  | 20  | 57    | 71  |
| 3 | Liepājas Metalurgs  | 28 | 15 | 6 | 7  | 56  | 31  | 25    | 51  |
| 4 | Dinaburg Daugavpils | 28 | 12 | 4 | 12 | 37  | 35  | 2     | 40  |
| 5 | FK Valmiera         | 28 | 6  | 6 | 16 | 26  | 54  | -28   | 24  |
| 6 | Daugava Ryga        | 28 | 6  | 5 | 17 | 29  | 60  | -31   | 23  |
| 7 | FK Ryga             | 28 | 6  | 2 | 20 | 24  | 75  | -51   | 20  |
| 8 | Auda Ryga           | 28 | 5  | 2 | 21 | 23  | 73  | -50   | 17  |

## Najlepsi strzelcy
|   | Piłkarz                | Klub                | Gole |
| - | ---------------------- | ------------------- | ---- |
| 1 | Mihails Miholaps       | Skonto Ryga         | 23   |
| 2 | Aleksandr Katasonov    | Liepājas Metalurgs  | 18   |
| 3 | Vīts Rimkus            | FK Ventspils        | 17   |
| 4 | Jurijs Molotkovs       | Dinaburg Daugavpils | 16   |
| 5 | Yevgeniy Landyrev      | FK Ventspils        | 15   |
| 6 | Andrejs Butriks        | FK Ventspils        | 14   |
| - | Kristaps Grebis        | Liepājas Metalurgs  | 14   |
| 8 | Viktors Dobrecovs      | Liepājas Metalurgs  | 12   |
| 9 | Vladimirs Koļesņičenko | Skonto Ryga         | 11   |